# Bupranolol
Bupranolol es el nombre de un medicamento beta bloqueante no selectivo, es decir, bloquea la acción de la epinefrina tanto en receptores adrenérgicos β1 y receptores adrenérgicos β2. El bupranolol no tiene actividad simpaticomimética intrínseca aunque tiene una muy notoria actividad estabilizadora de membranas. La potencia farmacológica del bupranolol es comparable al del propranolol.

## Indicaciones
Como beta bloqueante, el bupranolol tomado por vía oral es efectivo para el tratamiento de la hipertensión arterial y la taquicardia, por lo general, a dosis de 50 mg cada 12 horas, aunque suele ser aumentada al doble: 100 mg cuatro veces al día. En su presentación de gotas oftálmicas, el bupranolol se expide en concentraciones de 0,05 - 0,5% para el alivio de la glaucoma.